# Reactor d'aigua lleugera

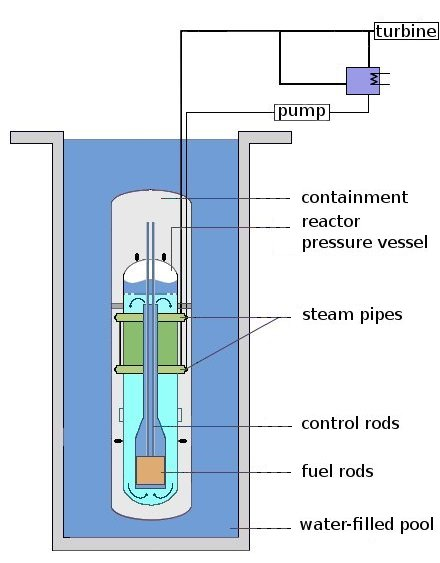
Un simple reactor d'aigua lleugera

El reactor d'aigua lleugera (LWR) és un tipus de reactor de neutrons tèrmics que utilitza aigua normal, a diferència de l'aigua pesant, tant com a refrigerant com a moderador de neutrons; a més, s'utilitza una forma sòlida d'elements fissils com a combustible. Els reactors de neutrons tèrmics són el tipus més comú de reactors nuclears, i els reactors d'aigua lleugera són el tipus més comú de reactors de neutrons tèrmics.
Hi ha tres varietats de reactors d'aigua lleugera: el reactor d'aigua a pressió (PWR), el reactor d'aigua bullint (BWR) i (la majoria dels dissenys) el reactor d'aigua supercrítica (SCWR).

## Història

### Primers conceptes i experiments
Després dels descobriments de la fissió, la moderació i la possibilitat teòrica d'una reacció nuclear en cadena, els primers resultats experimentals van mostrar ràpidament que l'urani natural només podia experimentar una reacció en cadena sostinguda utilitzant grafit o aigua pesant com a moderador. Mentre els primers reactors del món (CP-1, X10, etc.) estaven assolint amb èxit la criticitat, l'enriquiment d'urani va començar a desenvolupar-se des del concepte teòric fins a aplicacions pràctiques per tal d'assolir l'objectiu del projecte Manhattan, construir un explosiu nuclear.

### Reactors d'aigua a pressió
Immediatament després del final de la Segona Guerra Mundial, la Marina dels Estats Units va iniciar un programa sota la direcció del capità (posteriorment almirall) Hyman Rickover, amb l'objectiu de la propulsió nuclear dels vaixells. Va desenvolupar els primers reactors d'aigua a pressió a principis de la dècada de 1950 i va portar al desplegament reeixit del primer submarí nuclear, l'USS Nautilus (SSN-571).

### Reactor d'aigua bullint
L'investigador Samuel Untermyer II va dirigir l'esforç per desenvolupar el BWR a l'Estació Nacional de Proves de Reactors dels EUA (ara el Laboratori Nacional d'Idaho) en una sèrie de proves anomenades experiments BORAX.

### Reactor PIUS
PIUS, que significa Process Inherent Ultimate Safety, va ser un disseny suec dissenyat per ASEA-ATOM. És un concepte per a un sistema de reactor d'aigua lleugera. Juntament amb el reactor SECURE, es basava en mesures passives, que no requerien accions de l'operador ni subministraments d'energia externs, per proporcionar un funcionament segur. Mai es va construir cap unitat.

### OBERT100

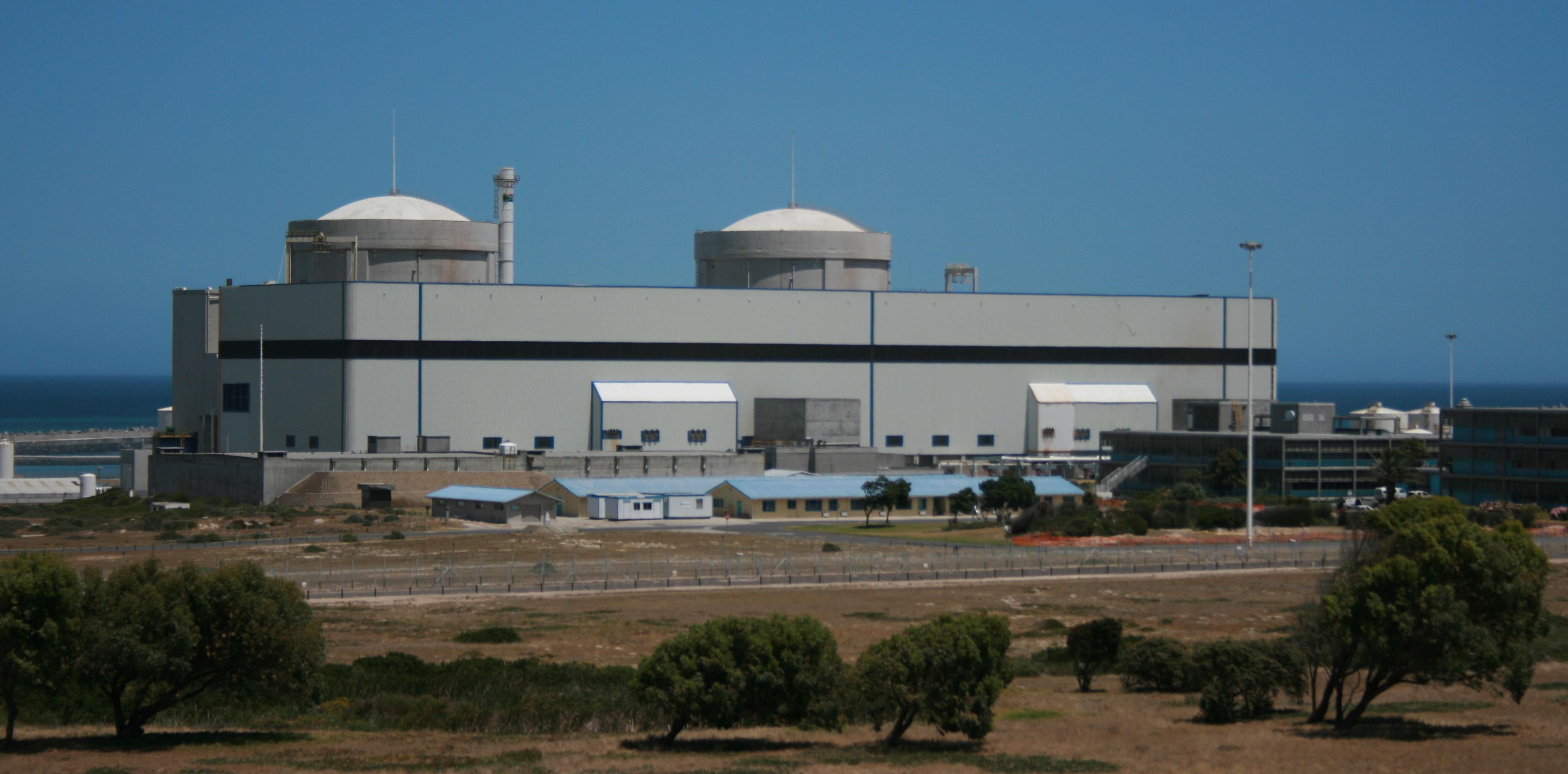
La central nuclear de Koeberg, formada per dos reactors d'aigua a pressió alimentats amb urani

El 2020, l'Energy Impact Center va anunciar la publicació d'un disseny d'enginyeria de codi obert d'un reactor d'aigua a pressió capaç de produir 300 MWth/100 MWe d'energia anomenat OPEN100.

## Visió general
La família de reactors nuclears coneguda com a reactors d'aigua lleugera (LWR), refredats i moderats amb aigua normal, tendeixen a ser més senzills i barats de construir que altres tipus de reactors nuclears; a causa d'aquests factors, constitueixen la gran majoria dels reactors nuclears civils i reactors de propulsió naval en servei a tot el món a partir del 2009. Els LWR es poden subdividir en tres categories: reactors d'aigua a pressió (PWR), reactors d'aigua bullint (BWR) i reactors d'aigua supercrítica (SCWR). El SCWR continua sent hipotètic a partir del 2009; és un disseny de la IV generació que encara és un reactor d'aigua lleugera, però només està parcialment moderat per aigua lleugera i presenta certes característiques d'un reactor de neutrons ràpids.